# Orchestre Victor-Hugo-Franche-Comté
L'orchestre Victor-Hugo-Franche-Comté est une formation symphonique française créée en 2010 à Besançon (Doubs), ayant pour directeur artistique et musical le chef d'orchestre et clarinettiste français Jean-François Verdier.
Il est né de la fusion de l'Orchestre de Besançon (créé en 1994 et dirigé par Peter Csaba) et de l'Orchestre de Montbéliard (créé en 1992 et dirigé par Paul Staïcu).

## Description
Se définissant avant tout comme un « collectif de musiciens au service du public et de la musique », il s'adresse à tous les publics, dont les plus jeunes avec des projets artistiques spécialement conçus pour eux, ouvrant ses répétitions, jouant dans les bibliothèques, les préaux d'écoles, les hangars d'usine et bien sûr les salles de concert.
Son répertoire s'étend de Bach au Sacre du Printemps, du romantisme au jazz-rock. Il programme des concertos pour marimba, harmonica de verre ou même cor des Alpes et propose des créations avec les écrivains Bernard Friot et Vincent Cuvellier, le peintre Charles Belle, la chorégraphe Nathalie Pernette…
Parmi les artistes internationaux qui ont collaboré avec l'ensemble, on peut citer François Leleux, Ludovic Tézier, Anne Queffélec, Karine Deshayes, David Guerrier, Jean-François Heisser, Nicolas Baldeyrou, Nemanja Radulovic, Romain Guyot, Adrien La Marca, le Quatuor Debussy, ainsi que de jeunes solistes tels que Isabelle Druet ou Valeriy Sokolov. Il a également reçu en chefs invités Sofi Jeannin, Debora Waldmann, Alexandra Cravero... des spécialistes renommés d'un répertoire : Sigiswald Kuijken, Reinhardt Goebel, Timothy Brock, Erik Truffaz, Yvan Robilliard, Juan José Mosalini et Arie van Beek.
L'orchestre Victor-Hugo-Franche-Comté est financé par la ville de Besançon, la ville de Montbéliard, la communauté d'agglomération Pays de Montbéliard Agglomération et la région Bourgogne-Franche-Comté. Il reçoit aussi le soutien du ministère de la Culture et de la Communication, via la DRAC Bourgogne Franche-Comté.

## Discographie
- Les Quatre Saisons, concertos de Nicolas Bacri | François Leleux, hautbois ; Valeriy Sokolov, violon ; Adrien La Marca, alto ; Sébastien Van Kuijk, violoncelle  dir. Jean-François Verdier | Klarthe, 2016
- Muses, lieder d'Alma Mahler, mélodies d'Alexander von Zemlinsky, Pelléas et Mélisande Symphonie de Claude Debussy | Isabelle Druet, mezzo-soprano ; dir. Jean-François Verdier | Klarthe, 2016
- Hopen Air, Andy Emler | Yvan Robilliard, piano ; Ensemble Nomos ; Quatuor Morphing ; Guillaume Orti ; PercuDuo ; dir. Jean-François Verdier | Klarthe, 2016
- Le Chant de la Terre, Gustav Mahler | Eve-Maud Hubeaux, mezzo-soprano ; Jussi Myllys, ténor ; dir. Jean-François Verdier |  Klarthe, 2018
- Mozart Concertos 23 & 24 | François Chaplin, piano ; dir. Jean-François Verdier | Aparte/Harmonia Mundi, 2017
- Weber, Symphonie n°1 & concertos | Nicolas Baldeyrou, clarinette ; David Guerrier, cor ; Thomas Bloch, glass harmonica ; dir. Jean-François Verdier | Klarthe, 2018
- The gift | Version rock de la Symphonie du nouveau monde de Dvorak arrangée par Francis Décamps (ancien membre du groupe Ange et fondateur du groupe Gens de la Lune) - Francis Décamps, composition, arrangements, claviers, Haken, accordéon ; Pascal Gutman, Stick Chapman ; Damien Chopard, guitare électrique ; Senri Kawaguchi, batterie ; Thomas Lotz, clavier, Haken ; Orchestre Victor Hugo dirigé et orchestré par René Bosc ; Orchestre des Enfants de Quartier « Takajouer » dirigé par Marc Togonal | FDC, 2018[1].
- Une amoureuse flamme, airs d'opéras de Jules Massenet, Camille Saint-Saëns, Hector Berlioz, Charles Gounod, Fromental Halévy, Georges Bizet |Karine Deshayes, mezzo-soprano ; dir. Jean-François Verdier | Klarthe, 2019
- Clair-Obscur, lieders de Strauss, Berg et Zemlinsky | Sandrine Piau, soprano ; dir. Jean-François Verdier  | Alpha, 2020
- Guillaume Saint-James, La Symphonie Bleu, symphonie ouvrière de Guillaume Saint-James | Guillaume Saint James trio ; dir. Jean-François Verdier | Indesens Records, 2021
- Prodiges : Simon Lopez, Mozart, Messager, Bizet, Piazzolla, Gershwin, von Weber, Donizetti, Schumann | Simon Lopez, clarinette ; Guillaume Vincent, piano ; Maria Atanasoacei, accordéon ; Paolo Besson, guitare ; dir. Jean-François Verdier | Warner Classic, 2022
- Crystal Palace, Laurent Lefrançois | Paul Meyer, clarinette ; Magali Mosnier, flûte ; Pierre Génisson, clarinette ; dir. Jean-François Verdier | Indesens Records, 2022
- Anima', Baptiste Trotignon | Baptiste Trotignon, piano ; dir. Jean-François Verdier | Alpha Classics, 2022
- Symphonic Blues Project, Thierry Maillard, William Russo | Awek Blues ; dir. Jean-François Verdier | Indesens Records, 2023

### Livres-disques jeune public
- Anna, Léo et le Gros Ours de l'armoire, Actes Sud, 2012 - Coup de cœur de l'académie Charles-Cros.
- Pierre et le Loup de Prokoviev et Le Canard est toujours vivant ! Milan, 2015 - texte Bernard Friot, musique : Jean-François Verdier - Coup de cœur de l'académie Charles-Cros
- Le Carnaval (gastronomique) des animaux, Milan, 2020 - textes : Bernard Friot, musique : Jean-François Verdier et Camille Saint-Saëns, récitant : Jacques Gamblin